# 皮薩里夫卡 (揚皮爾區)
48°19′35″N 28°23′44″E / 48.32639°N 28.39556°E
皮薩里夫卡（烏克蘭語：Писарівка）是位於烏克蘭西南部文尼察州裏莫希利夫-波季利斯基區的村莊，始建於1700年，面積5.44平方公里，海拔高度123米，2001年人口1,840，人口密度每平方公里338.24人。